# هولستالریک
هولستالریک (به اسپانیایی: Hostalrich) یک منطقهٔ مسکونی در اسپانیا است که در سئلوا واقع شده‌است. هولستالریک ۳٫۴ کیلومتر مربع مساحت دارد.